# Нет врага, кроме времени
Нет врага, кроме времени (англ. No Enemy But Time) — научно-фантастический роман Майкла Бишопа, написанный в 1982 году. Победитель премии «Небьюла» в номинации «лучший роман» 1982 года, также был номинирован на Мемориальную премию имени Джона Кэмпбелла 1983 года. Роман попал в книгу Дэвида Прингла «Научная фантастика: 100 лучших романов».

## Сюжет
Роман повествует историю современного афроамериканца, который благодаря силе собственной мысли сумел перенести себя в доисторическую Африку, где встретит с доисторическими предками человечества.
Согласно сюжету от главного героя — Джона Монегала, в раннем детстве отказалась мать, и его усыновили офицер ВС США, Уго Монегал и его жена Джанетт. С самого начала своей жизни, Джон мечтает о древнем мире и становится экспертом плейстоценовой эпохи, эпохи Homo habilis в Африке. В 18 лет Джон общается с палеонтологом Алистемром Патриком Блэром, который исполняет обязанности премьер-министра в вымышленной стране Заракал (согласно с информацией, которая указана в предисловии к роману, эта вымышленная страна располагалась на территории современной Кении), а также тесно сотрудничает с американским физиком Водров Капровим, который изобрел машину времени, с помощью которой Джон отправляется в эпоху, о которой он так долго мечтал.
Почти потерявшись в далеком прошлом мира, который является границей между до человеческой и человеческой жизнью, Джон чувствует, что достиг реальности, которой всегда принадлежал, и принимается группой доисторических людей, которые живут в африканской саванне. Он дает имена всем своим новым друзьям и учится существовать как они. Джошуа начинает думать, что он никогда не вернется в XX век. Через некоторое время он влюбляется в доисторическую женщину Хелен, которая беременеет и умирает после рождения их дочери. Чтобы спасти свою дочь и позволить ей выжить в лучшем мире, Джошуа возвращается к месторасположению машины времени, где его таинственное спасают два африканских астронавта, очевидно, из будущего. Вернувшись в свою реальную жизнь, Джошуа узнает, что в современном мире прошел всего лишь месяц, с того момента как он отправился в прошлое. Все свои усилия он сосредотачивает на заботе о своем ребенке..
Через несколько лет Джошуа становится министром правительства Заракали, а его 15-летняя дочь убегает с угандийским агентом Диком Аруджа, который убедил ее присоединиться к программе путешествия в будущее.

## Ссылка
- «Нет врага, кроме времени» на сайте isfdb.org (архивная версия) (англ.)